# Quintessenz (Verein)
Quintessenz ist ein österreichischer Verein, der sich um den Schutz der informationellen Selbstbestimmung und den Datenschutz allgemein bemüht. Sein Ziel ist die „Wiederherstellung der Bürgerrechte im Informationszeitalter“.

## Zusammensetzung und Ziele
Quintessenz ist eine Vereinigung von Personen aus Technik, Wissenschaft, Journalismus und Kunst, die im Sommer 1994 als erste deutschsprachige wöchentlich erscheinende E-Zine ans Netz ging. Heute ist es über das Archiv der Österreichischen Nationalbibliothek abrufbar. 1999 wurde ein Verein eingetragen.
Das Hauptanliegen ist die Wiederherstellung der Bürgerrechte im Informationszeitalter, die im zunehmenden Maße primär durch technische Mittel untergraben und eingeschränkt wurden und werden.
Seit April 1998 informiert der Newsletter q/depesche und nimmt Stellung zu Themen des Datenschutzes, elektronischen Überwachung, zivile Freiheiten, Meinungsfreiheit, Biometrie, Freie Software (GPL & Linux), Urheberrecht und Zensur.

## Internationale und nationale Events und Kooperationen

### Big Brother Awards
Seit 1999 vergibt Quintessenz jährlich am 25. Oktober die österreichischen Big Brother Awards als Negativpreise für die größten Zensoren, Verletzer der Privatsphäre und Datenschnüffler.

### q/spot Hotspots
Sind anonyme und kostenlose Internet WLAN Hotspots in Wien
- im MuseumsQuartier Wien [Haupthof] seit 25. Juni 2003
- im MuseumsQuartier quartier21 seit September 2006
- am Gaußplatz seit 12. September 2006
- am Karlsplatz seit November 2006
- an der Bildenden am Schillerplatz seit Dezember 2007.

### Linuxwochen Österreich
Seit 2002 veranstaltet Quintessenz jährlich von März bis Mai die Linuxwochen Österreich mit, das größte österreichische Event im Bereich von Open Source und freien Betriebssystemen.

### Kampagnen im europäischen Kontext
Veröffentlichung der OECD Entwürfe über die Zukunft der Kryptographie 1996, der geheimen Enfopol’98-Dokumente, Auftritt gegen Software- & Ideenpatente und Flugdatenweitergabe waren einige der internationalen Engagements.

### Mitgliedschaften
Quintessenz ist Gründungsmitglied der Dachverbände Global Internet Liberty Campaign (GILC, 1996) und European Digital Rights (EDRi, Brüssel, 2002).

### Öffentlichkeitsarbeit
Neben der q/depesche stellt die Quintessenz unregelmäßig Installationen im Wiener MuseumsQuartier aus und hält Informationsveranstaltungen und Vorträge, z. B. auf dem Chaos Communication Congress.
Weiters findet jeden letzten Dienstag im Monat der q/talk im Wiener Museumsquartier im "Raum D" statt.
2008 veranstaltete Quintessenz einen Science-Fiction-Schreibwettbewerb. Die 27 besten Geschichten wurden als Taschenbuch „Am Ende der Leitung“ veröffentlicht.